# Daniel Leyniers

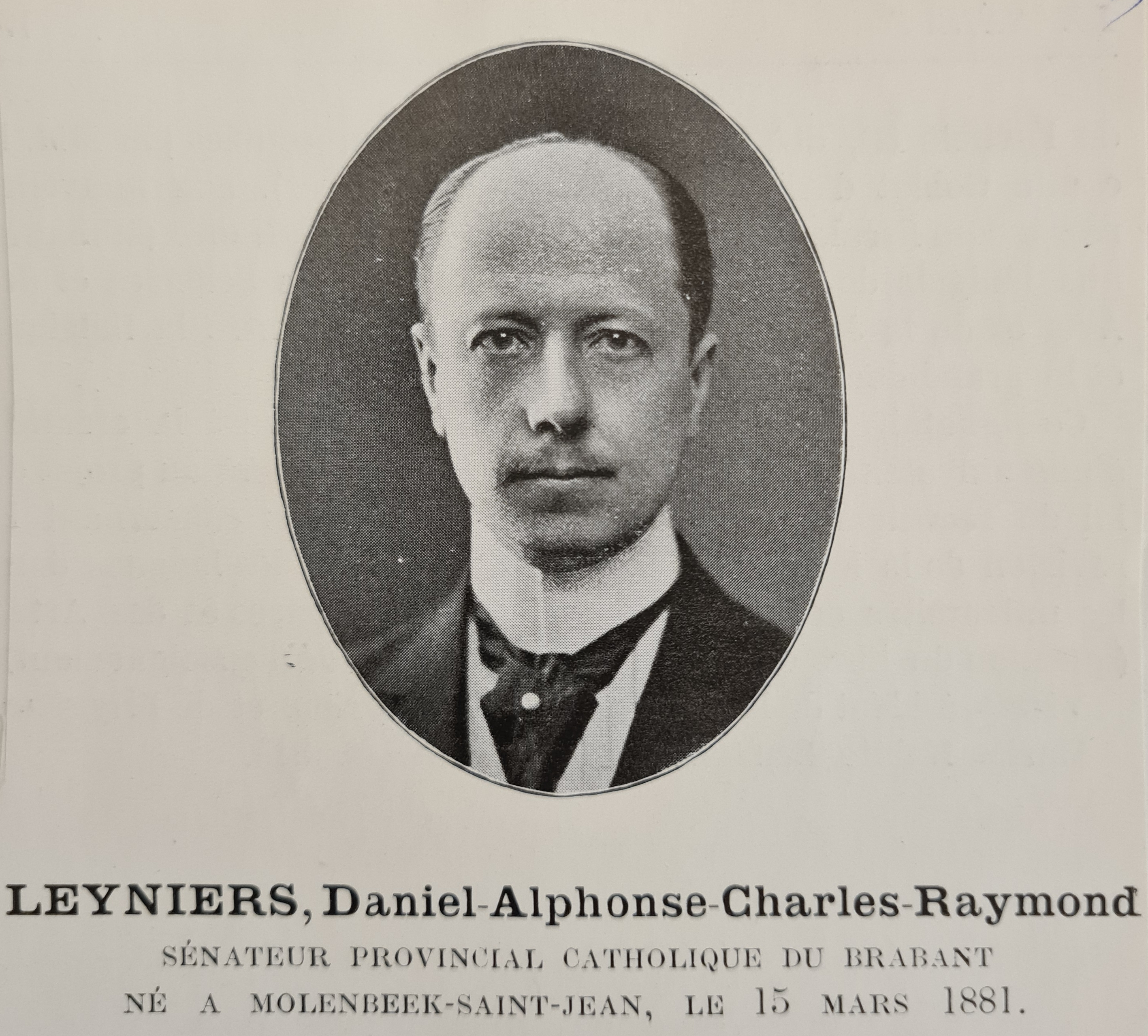
Daniel Alphonse Charles Raymond LEYNIERS, Ancien membre de la Chambre des Représentants, sénateur et bibliophile belge. Il fut consul à Mexico au Mexique (1908-12). Il fut châtelain de Fanson à Xhoris. Il avait épousé Louise Emilie Marie Devolder, fille du vice-gouverneur de la Société générale de Belgique (1881-1904)

Daniel Leyniers, né le 15 mars 1881 à Molenbeek-Saint-Jean et décédé le 26 février 1957  à Bruxelles fut un homme politique belge, membre du Parti catholique.

## Biographie
Ancien membre de la Chambre des Représentants, sénateur et bibliophile belge.
Il fut consul à Mexico au Mexique (1908-12).
Il fut châtelain de Fanson à Xhoris.  Il avait épousé Louise Emilie Marie de Volder, fille de Joseph Devolder, vice-gouverneur de la Société générale de Belgique.
Il fut élu conseiller communal (1908), puis bourgmestre (1909-26) d'Itterbeek; député (1912-19) et sénateur provincial de la province de Brabant (1921-1946), secrétaire du sénat (1932-39) et 2e vice-président (1939-46).
Le 20 décembre 1906, il reçut du roi Léopold II une concession de noblesse.
Ses armes : d'azur au bouc rampant d'argent sur un rocher au naturel.  L'écu sommé d'un heaume d'argent, grillé, colleté et liseré d'or doublé et attaché de gueules, au bourrelet et lambrequins d'argent et d'azur.  Cimier : le bouc de l'écu issant.
Devise : DEO ET ARTE. Un de ses fils devint chevalier.